# Staré Lipno
Staré Lipno je pravěké a raně středověké hradiště v okrese Plzeň-sever. Nachází se 1,5 kilometru jižně od vsi Lipno nad levým břehem vodní nádrže Hracholusky. Pozůstatky hradiště jsou chráněny jako kulturní památka ČR.

## Historie
Hradiště vzniklo v průběhu pozdní doby bronzové. Dřívější předpoklad halštatsko-laténského osídlení vychází ze špatné datace nalezené keramiky. Je možné, že se zde nacházelo také sídliště v době halštatské, ale konkrétní důkazy o něm chybí. Později hradiště obnovili až Slované ve střední době hradištní a v průběhu jedenáctého a dvanáctého století.
Z lokality pochází nález bronzového kopí věnovaný mimo jiné muzeu v Plzni. Množství bronzových předmětů, které se později ztratily, popsal také Josef Ladislav Píč.

## Stavební podoba
Pozůstatky hradiště o rozloze 4,2 hektaru se nachází na ostrožně přístupné pouze od severu, kde je areál chráněn trojnásobným příčným valem. Podobné dvojnásobné až trojnásobné valy se nachází na západní straně, zatímco zbývající část obvodu obíhal pouze jednoduchý val dochovaný v podobě terasy. Kameny valu nesou stopy mohutného požáru, který se stal pravděpodobnou příčinou zániku hradiště.